# Partido Comunista Clandestino Colombiano
El denominado Partido Comunista Clandestino Colombiano (PCCC), también conocido de forma abreviada como PC3, fue un partido político ilegal de Colombia. Estuvo integrado por los insurgentes del grupo guerrillero Fuerzas Armadas Revolucionarias de Colombia - Ejército del Pueblo (FARC-EP), que fundaron esta organización paralela en 1993. El PC3 se da a conocer en el año 2000 durante los Diálogos del Caguán.
Actualmente se encuentra alineado con la facción disidente de las FARC-EP conocida como "Segunda Marquetalia", dirigida por Iván Márquez.

## Fundación

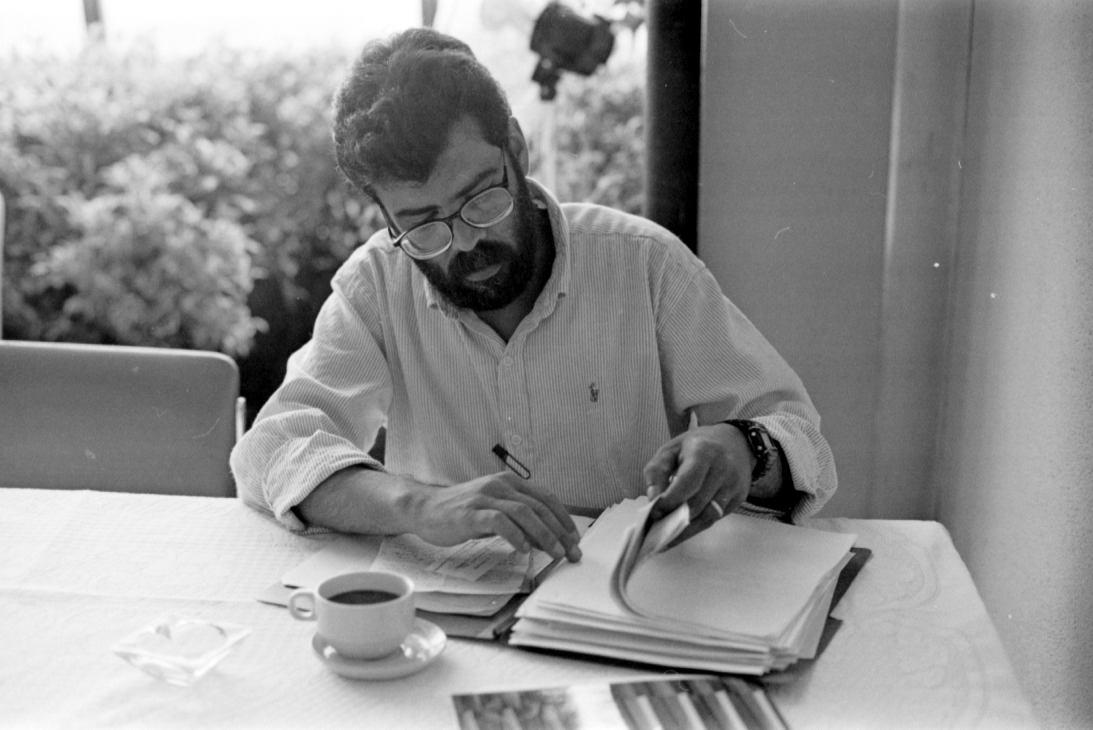
Alfonso Cano, fundador y dirigente del Partido Comunista Clandestino Colombiano y del Movimiento Bolivariano.

Después de que este grupo guerrillero rompiese oficialmente con el tradicional Partido Comunista Colombiano (PCC), el cual tiene existencia legal, y tras la experiencia de la Unión Patriótica surgió esta estructura partidaria, la cual estaba vinculada a las FARC-EP.

“Construir una organización política clandestina como herramienta necesaria para alcanzar los objetivos que nos hemos trazado”.
Octava Conferencia Nacional Guerrillera de las FARC-EP, abril de 1993.

Fundado en Octava Conferencia Nacional Guerrillera de las FARC-EP, en abril de 1993. Se rige por el programa de las FARC-EP del Plan Estratégico, por las resoluciones de su dirección, las conclusiones de las Conferencias Guerrilleras y por el Estatuto creado para su desarrollo.

## Ideología
Esta organización actúa con base a los 10 puntos de la “Plataforma para un Gobierno de Reconstrucción y Reconciliación Nacional"  formulados en 1993:
1. Solución política al conflicto
2. Doctrina militar bolivariana
3. Instrumentos de fiscalización popular.
4. Desarrollo económico con justicia social.
5. Inversión del 50% del Presupuesto Nacional en el bienestar social y 10% en la investigación científica.
6. Nueva política de impuestos
7. Nueva política agraria
8. Nueva política de explotación de recursos naturales.
9. Relaciones internacionales y renegociación de la deuda externa.
10. Nueva política de drogas.[4]

## Estructura
Formados por Uniones Solidarias, la organización de masas más clandestina y compartimentada de las que dispone la guerrilla de 3 a 5 militantes.
Cada escuadra de las FARC-EP era a la vez célula política y sus integrantes son militantes del PC3. La máxima instancia de conducción y dirección política del PCCC, es el Estado Mayor Central de las FARC‐EP y su Secretariado. Alfonso Cano fue su principal dirigente e ideólogo. Algunos de sus miembros fueron capturados por las Fuerzas Militares de Colombia y condenados por la justicia colombiana.

### Movimiento Bolivariano por la Nueva Colombia
El Movimiento Bolivariano por la Nueva Colombia (MB), fue creado el 29 de abril de 2000, lanzado durante los Diálogos de paz en el Caguán para la participación política desde la clandestinidad. El fundador y líder del partido y del MB fue Guillermo León Sáenz Vargas, más conocido por su alias de Alfonso Cano, quien fue abatido por las Fuerzas Militares de Colombia el 4 de noviembre de 2011 durante la denominada Operación Odiseo. En 2017, resultado de los Acuerdos de Paz entre el Gobierno y las FARC-EP y la Décima Conferencia Nacional Guerrillera, el Partido Comunista Clandestino Colombiano y el Movimiento Bolivariano son disueltos y se unen a la Fuerza Alternativa Revolucionaria del Común.